# Austrophryno diversicolor
Austrophryno diversicolor là một loài ruồi trong họ Tachinidae.